# Księga wiatru
Księga wiatru (jap. 風の抄 Kaze no shō) – manga napisana przez Kana Furuyamę i zilustrowana przez Jirō Taniguchiego. W Polsce ukazała się ona nakładem wydawnictwa Hanami. 

## Fabuła
Akcja rozgrywa się latem 1649 roku. Ze świątyni Hotokuji zostają skradzione Tajne zapiski Yagyū. Yagyū Munenori, głowa rodu służącego szogunatowi Tokugawów, nakazuje swojemu najstarszemu synowi Yagyū Jūbeiowi odzyskać skradzione dokumenty, zanim Japonia pogrąży się w wojnie domowej.

## Publikacja
Jednotomowa manga pierwotnie została wydana we wrześniu 1992 przez wydawnictwo Akita Shoten, natomiast 8 października 2004 ukazała się jej reedycja.
Polski przekład, w tłumaczeniu Radosława Bolałka, ukazał się w marcu 2009 nakładem wydawnictwa Hanami. Manga została również przetłumaczona m.in. na język angielski, francuski, włoski, portugalski i hiszpański.